# Wilhelm Theodor Peter Behn
Wilhelm Theodor Peter Behn (* 26. Januar 1906 in Hamburg; † nach 1986) war ein deutscher Lehrer, Hochschuldozent, Autor und Rundfunksprecher. 

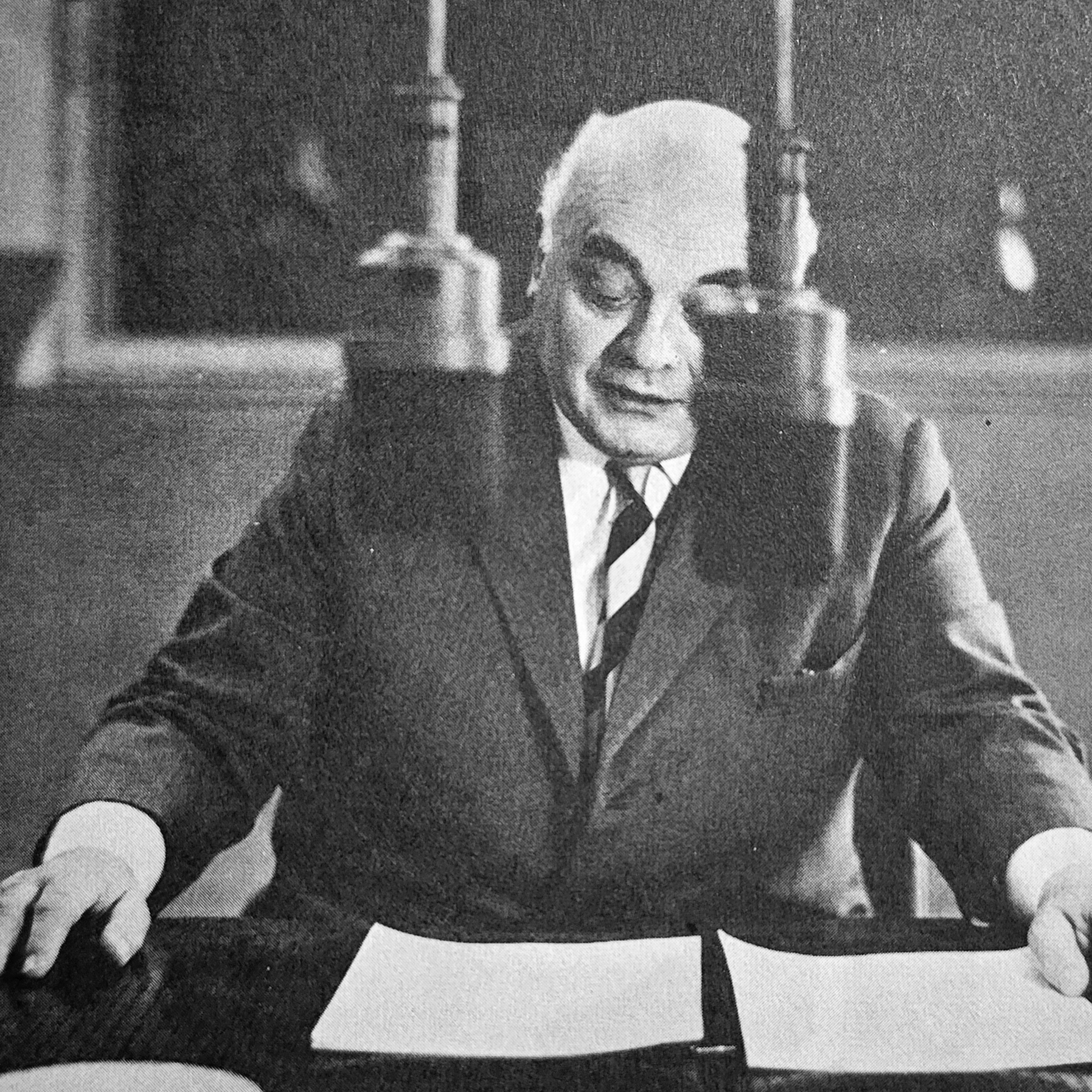
Wilhelm Behn 1968 im Aufnahmestudio

Wilhelm Behn wurde einem breiten Hörerpublikum als Der Tierfreund bekannt. Er schrieb und sprach von 1946 bis in die späten 1960er Jahre die NWDR- bzw. NDR-Schulfunk-Beiträge für die Sendereihe Von großen und kleinen Tieren.

## Leben
Wilhelm Behn, Sohn eines Oberzollsekretärs, besuchte die Realschulen Seilerstraße und Weidenstieg und machte an der Lichtwarkschule 1924 sein Abitur. Von 1924 bis 1930 studierte er an der Universität Hamburg und bestand am 1. Oktober 1930 die Prüfung für das Lehramt für Volksschulen „mit Auszeichnung“. 1935 kam Behn an die Jahnschule (heute Ida-Ehre-Schule) und führte parallel für das Pädagogische Institut der Universität Hamburg biologische Exkursionen durch. Am 5. Juni 1937 beantragte er die Aufnahme in die NSDAP und wurde rückwirkend zum 1. Mai desselben Jahres aufgenommen (Mitgliedsnummer 4.227.757).
Während des Zweiten Weltkrieges wurde Wilhelm Behn von 1940 bis 1945 als Wehrmachtsbeamter beim Luftwaffenkommando Nordost in Uetersen eingesetzt. Bei Kriegsende war Behn kurzzeitig im Sammellager Eiderstedt interniert, wurde jedoch nach einem Schreiben von Schulrat Gustav Schmidt ausgelöst, weil er „zum Wiederaufbau des Schulwesens dringend gebraucht“ würde. Er arbeitete danach weiter an der Jahnschule und wechselte am 1. Januar 1946 als Dozent und Studienleiter an das Pädagogische Institut der Universität Hamburg.
Wilhelm Behn wurde am 18. September 1945 entnazifiziert und von der Britischen Militärregierung für den Schuldienst bestätigt.
Seine allererste Schulfunk-Sendung im NWDR wurde am 14. Januar 1947 unter dem Titel Spuren im Schnee, damals noch unter Tiere um uns gesendet. Behns Beiträge wurden bis weit in die 1970er Jahre im Schulfunk wiederholt und von ihm oft überarbeitet und neu eingesprochen.
Anlässlich einer Verkaufsanzeige seines Buches Von großen und kleinen Tieren schrieb das Hamburger Abendblatt am 2. August 1962: „Wilhelm Behn, Autor und Sprecher der Tierfreund-Sendereihe im Schulfunk des NDR, hat auch unter Erwachsenen viele begeisterte Zuhörer. Seine Art, Tiere in Wald und Fluss, aber auch bei Hagenbeck, zu beobachten und zu belauschen, ist oft spannend wie ein Kriminalroman. Zugleich aber liebenswürdig und voll echten Gefühls für die Wunder der Natur.“
1976/77 veröffentlichte die Plattenfirma Ariola insgesamt 18 LPs/MCs mit 37 ausgesuchten Geschichten von Wilhelm Behn aus dem NDR-Schulfunk.
Gernot Weitzl, Leiter des NDR-Schulfunks, schrieb anlässlich Behns 80. Geburtstages 1986: „…Ich wüßte keinen, der es in vergleichbarer Weise wie Sie verstanden hat, durch eine engagierte, unverwechselbare Erzählweise ein breites Publikum mit selbst erlebten Geschichten zu fesseln… Sie sind unvergessen und werden es wohl auch bleiben, denn Sie haben ein Stück Rundfunkgeschichte geschrieben…!“
Wilhelm Behn war seit dem 14. Juni 1934 mit Walli Louise Auguste geb. Dipke verheiratet. Aus der Ehe gingen mindestens zwei (Behn erwähnt allerdings in Manuskripten drei) Kinder hervor.